# デジタル大臣政務官
デジタル大臣政務官（でじたるだいじんせいむかん、英語: Parliamentary Vice-Minister of Digital Agency）は、日本のデジタル庁を担当する大臣政務官。

## 概要
デジタル大臣政務官は、デジタル庁を所管する大臣政務官である。デジタル庁は内閣に設置される行政機関であり、情報化社会の形成を図る施策の企画、立案、総合調整を担当する。また、関係する行政機関における当該施策の推進も担っている。デジタル大臣政務官は、デジタル大臣を助け、特定の政策及び企画に参画するとともに、政務の処理を担当する。なお、デジタル庁設置法には、デジタル庁に大臣政務官を1名置くことが定められているが、それとは別に、他の中央省庁の大臣政務官にデジタル大臣政務官を兼任させることも可能となっている。
デジタル大臣政務官は、内閣総理大臣の申出に基づいて内閣により任命される。内閣総辞職の際には、内閣総理大臣やその他の国務大臣と同様に、デジタル大臣政務官もその地位を失う。

## 歴代大臣政務官
| デジタル大臣政務官 | デジタル大臣政務官 | デジタル大臣政務官 | デジタル大臣政務官 | デジタル大臣政務官 | デジタル大臣政務官 | デジタル大臣政務官 |
| 内閣               | 内閣               | 氏名               | 就任日             | 退任日             | 党派               | 備考               |
| ------------------ | ------------------ | ------------------ | ------------------ | ------------------ | ------------------ | ------------------ |
| 菅義偉内閣         | 菅義偉内閣         | 岡下昌平           | 2021年9月1日       | 2021年10月4日      | 自由民主党         |                    |
| 第1次岸田内閣      | 第1次岸田内閣      | 山田太郎           | 2021年10月6日      | 2021年11月11日     | 自由民主党         |                    |
| 第2次岸田内閣      | 第2次岸田内閣      | 山田太郎           | 2021年11月11日     | 2022年8月12日      | 自由民主党         |                    |
|                    | 第1次改造内閣      | 尾﨑正直           | 2022年8月12日      | 2023年9月15日      | 自由民主党         |                    |
| 第2次改造内閣      | 土田慎             | 2023年9月15日      | 2024年10月3日      |                    | 自由民主党         |                    |
| 第1次石破内閣      | 第1次石破内閣      | 2024年10月3日      | 2024年11月13日     |                    | 自由民主党         |                    |
| 第2次石破内閣      | 第2次石破内閣      | 岸信千世           | 2024年11月13日     | 現職               | 自由民主党         |                    |

- 大臣政務官は同一の職に複数名を任命することがあるため、通常は代数の表記は行わない。現時点までデジタル大臣政務官は1名で運用されているが、他の副大臣の慣例にあわせ、本表では代数の欄は設けない。
- 辞令のある再任は就任日を記載し、辞令のない留任は就任日を記載しない。
- 党派の欄は、就任時、または、内閣発足時の所属政党を記載した。